# Salamina (mitologia)
Salamina (en grec antic Σαλαμίνα), va ser una de les nombroses filles del rei Asop, fill d'Oceà, que va tenir amb Mètope.
Posidó va raptar aquesta nimfa i amb ella va tenir un fill, Cicreu, a l'illa a la que va donar nom, Salamina, a la costa de l'Àtica.